# Berga Esporte Clube
Berga Esporte Clube foi um clube brasileiro de futebol da cidade de Cuiabá, em Mato Grosso.
Foi fundado em 13 de abril de 1983 como Treze Esporte Clube, e trocou de nome em 1 de abril de 1999, ao ser comprado pelo empresário Ettore Bergamaschi, tornando-se o primeiro clube-empresa do estado de Mato Grosso.
Em 2000 foi terceiro lugar no campeonato matogrossense, mas licenciou-se em seguida. Voltou a participar dos campeonatos de 2002 e 2005, quando foi último colocado. Após a morte de seu comprador e então presidente, o clube voltou a licenciar-se e foi extinto.